# Caesalpinia trichocarpa
Caesalpinia trichocarpa är en ärtväxtart som beskrevs av August Heinrich Rudolf Grisebach. Caesalpinia trichocarpa ingår i släktet Caesalpinia och familjen ärtväxter. Inga underarter finns listade i Catalogue of Life.